# Medaille für Treue Dienste in der Freiwilligen Feuerwehr (Brandenburg)

Grafische Darstellung der Treuedienstmedaille in all seinen Stufen

Die Medaille für Treue Dienste in der Freiwilligen Feuerwehr ist eine staatliche Auszeichnung des Landes Brandenburg, die am 15. Februar 1994 durch den Landtag von Brandenburg unter seinem damaligen Ministerpräsidenten des Landes Manfred Stolpe gestiftet wurde. Die Auszeichnung dient dabei der Würdigung langjähriger treuer Dienste in der Freiwilligen Feuerwehr.

## Stufeneinteilung
Die Medaille für Treue Dienste wird an alle Feuerwehrangehörige verliehen, die ihre treuen Dienste in einer Freiwilligen Feuerwehr leisten und ohne Unterbrechung ihre Pflicht erfüllt haben. Sie wird dabei in fünf Stufen verliehen:
- I. Stufe in Kupfer: nach 10 Dienstjahren,
- II. Stufe in Bronze: nach 20 Dienstjahren,
- III. Stufe in Silber: nach 30 Dienstjahren,
- IV. Stufe in Gold: nach 40 Dienstjahren,
- Sonderstufe in Gold: nach 50 Dienstjahren.

Die Sonderstufe in Gold wird dabei an Personen verliehen, die ab dem 1. Juli 1999 erstmals die Voraussetzung für die Verleihung erfüllen.

## Antragsbefugnis
Die Träger des Brandschutzes (Kreisbrandmeister, Stadtfeuerwehrverband usw.), mit Ausnahme der kreisfreien Städte, reichen die Anträge zur Verleihung der Medaille für Treue Dienste nach einem amtlichen Vordruck beim Landkreis ein. Die Landkreise sowie die kreisfreien Städte erstellen sodann eine Gesamtvorschlagsliste und übersende diese dann anschließend dem Ministerium des Innern quartalsweise, jedoch spätestens acht Wochen vor dem beabsichtigten Verleihungstermin. Die Anträge für die verschiedenen Stufen werden listenweise geführt und enthalten dabei folgende Angaben:
- a) Laufende Nummer (weil Liste),
- b) Familienname,
- c) Vorname,
- d) Geburtsjahr,
- e) Dienstgrad,
- f) Bezeichnung der Freiwilligen Feuerwehr,
- g) Dienstzeit und
- h) Nachweise

## Verleihungs- und Aushändigungsbefugnis
Die Verleihung der Medaillen obliegt dem Minister des Innern. Die Aushändigung obliegt von der I. Stufe (Kupfer) bis III. Stufe (Silber) dem Träger des Brandschutzes. Die IV. und Sonderstufe dem Landkreis bzw. der kreisfreien Stadt. Über die Verleihung der Medaille wird eine Urkunde ausgestellt, die die Unterschrift des Ministers des Innern trägt. Die Medaille selber geht mit Aushändigung in das Eigentum des Beliehenen über.

## Berechnung der Dienstzeiten
Bei der Berechnung der Dienstzeiten ist folgendes zu beachten:
- a) es ist die Zugehörigkeit und Teilnahme zum aktiven Dienst in der Freiwilligen Feuerwehr einschließlich einer Zugehörigkeit zur Jugendfeuerwehr ohne Unterbrechung zugrunde zu legen,
- b) die Zeiten des Wehr- oder Wehrersatzdienstes gelten nicht als Unterbrechung,
- c) Dienstzeiten in Feuerwehren außerhalb des Bundeslandes Brandenburg werden angerechnet.

Für die Anerkennung der Zugehörigkeit in der Freiwilligen Feuerwehr vor dem 3. Oktober 1990 galt folgendes:
- a) frühestens ab Vollendung des 14. Lebensjahres,
- b) Zeiten der Mitgliedschaft der Arbeitsgemeinschaft '"Junge Brandschutzhelfer" werden anerkannt,
- c) Zeiten der Zugehörigkeit zur Alters- und Ehrenabteilung werden berücksichtigt, wenn eine aktive und engagierte Tätigkeit der Angehörigen der Freiwilligen Feuerwehr durch den Träger des Brandschutzes bestätigt wird.[6]

## Aussehen, Beschaffenheit und Trageweise
Die Medaille für Treue Dienste hat einen Durchmesser von 36 mm und ist entsprechend der verliehenen Stufe kupfer-, bronze-, silber- oder goldfarben. Auf der Medaille befindet sich ein weißes gleichschenkliges Emaillekreuz mit kupfer-, bronze-, silber- oder goldener Umrandung und darunter liegender roter Einfassung. Zwischen den Kreuzteilen befinden sich zwei gekreuzte Fackeln in gleicher Ausführung der einzelnen Stufen. In der Mitte des Kreuzes ist ein Märkischer Adler abgebildet, das Landeswappentier von Brandenburg. Die Rückseite ist glatt und zeigt in die Aufschrift: Medaille für treue Dienste. Die Sonderstufe für fünfzig Dienstjahre zeigt zudem auf der Vorderseite im oberen Kreuzschenkel die aufgeprägte Dienstjahreszahl: 50. Die Medaille wird als Bandorden auf der linken Brustseite nur zu festlichen in seiner Originalgröße getragen, ansonsten als Bandschnalle am Dienstrock. Hinsichtlich der korrekten Trageweise der Bandschnalle gilt folgende Reihenfolge (mit der höchsten beginnend von links nach rechts):
1. Feuerwehr-Ehrenzeichen in Gold (am Bande),
2. Feuerwehr-Ehrenzeichen in Silber (am Bande),
3. Ehrenzeichen für hervorragende Leistungen im Brandschutz,
4. Medaille für Verdienste im Brandschutz und
5. Medaille für Treue Dienste (nur in der jeweils höchsten verliehenen Stufe)
6. nicht staatliche private Auszeichnungen (z. B. Deutscher Feuerwehrverband, Landesfeuerwehrverband Brandenburg e.V., Kreisfeuerwehrverband) entsprechend ihrer verliehenen Reihenfolge.

Je Bandschnallenzeile werden nur vier Auszeichnungen hintereinander getragen. Bei einer fünften und mehr, ist eine zweite Zeile anzulegen. In der obersten Reihe ist stets die höchste Auszeichnung anzubringen.

### Ordensband
- I. Stufe in Kupfer: drei karmesinrote Streifen abwechselnd mit zwei marineblauen Streifen,
- II. Stufe in Bronze: marineblaues Band, an den Seiten bronzefarben gesäumt mit einem karmesinroten Streifen in der Mitte,
- III. Stufe in Silber: marineblaues Band, an den Seiten silberfarben gesäumt mit einem karmesinroten Streifen in der Mitte,
- IV. Stufe in Gold: marineblaues Band, an den Seiten goldfarben gesäumt, mit einem karmesinroten Streifen in der Mitte,
- Sonderstufe in Gold: marineblaues Band, an den Seiten goldfarben gesäumt, mit einem karmesinroten Streifen in der Mitte mit aufgesetzter runder Medaille mit der Zahl 50.[8]

Im Übrigen wurde bestimmt, dass die früher verliehenen (1994 bis 1999 zur Einführung der Sonderstufe) die Treuemedaille für 10-, 20-, 30- und 40-jährige Zugehörigkeit weiterhin gestattet ist.

## Entzug der Auszeichnung
Die Medaille für Treue Dienste kann auch wieder entzogen werden und zwar für den Fall, in dem sich der Beliehene durch sein späteres Verhalten, insbesondere durch eine entehrende Straftat, der Auszeichnung als unwürdig erweist, oder ein solches Verhalten erst nachträglich bekannt geworden ist. In diesen Fällen, kann der Minister des Innern nach Anhörung des Betroffenen die Medaille wieder einziehen. Die Entscheidung über die Entziehung wird dem Träger schriftlich mitgeteilt.